# Jan Kjærstad
Jan Kjærstad, né le 6 mars 1953  à Oslo, est un écrivain norvégien. Diplômé en théologie, cet auteur à succès est connu pour avoir écrit la trilogie de romans centrés sur le personnage star de la TV norvégienne, Jonas Wergeland. Le dernier volume de cette trilogie (Oppdageren) obtient le Grand prix de littérature du Conseil nordique en 2001. Kjærstad, en plus d'être l'auteur de nombreux romans, nouvelles et essais, est journaliste et critique littéraire.

## Biographie[1]
Jan Kjærstad est né le 6 mars 1953 dans la banlieue osloïte de Grorud. Sa mère, Ragnhild Jensen, travaillait pour une compagnie de télécommunication, Standard Telefon og Kabelfabrikk (aujourd’hui Alcatel). Son père, Leif Asbjørn Kjærstad, vendait des meubles. Kjærstad a un petit frère, Tor, né en 1955. Il étudie la théologie à l’Université d’Oslo pendant six ans. Là-bas, ses thèses lui valent la plus haute distinction du département de théologie : un laudabilis prae ceteris. Au printemps 1978, âgé de 25 ans, Kjærstad ressent soudain l’envie irrépressible d’écrire de la fiction, c'est donc en 1980,  que l’éditeur Aschehoug publie son premier livre. Un recueil de quatorze nouvelles intitulé Kloden dreier stille rundt (La planète tourne silencieusement). Les histoires portent sur des sujets divers et variés tels que la pollution, l’addiction à la drogue, le pouvoir suggestif des médias de masse, le racisme et la course à l’armement. La plupart des nouvelles se concentrent sur les problèmes de communication, contresens et opportunités de compréhension ratées. La même année, Kjærstad s’installe avec sa future femme, Astrid Nøstvik, qui travaille au ministère des Affaires Étrangères de Norvège. La véritable percée littéraire de Kjærstad a lieu en 1982 avec la sortie de son premier roman, Speil: leseserie fra det 20. århundre (Miroirs : une série de lectures du vingtième siècle), qui suit l’odyssée de David Dal à travers le vingtième siècle.
La sortie en 1984 de son roman, Homo falsus eller det perfekte mord (Homo Falsus ou Le Crime Parfait), propulse Kjærstad au rang de phénomène littéraire. Les critiques s’accordent sur le fait que Kjærstad a créé une œuvre véritablement originale, à la fois par sa forme et par son contenu, on lui remet donc le prix de l’Association des Critiques Norvégiens des fictions pour adultes. 
Parallèlement, de 1985 à 1989, il endosse le rôle de rédacteur-en-chef du journal littéraire norvégien, Vinduet (“La Fenêtre”). 
En 1987, Kjærstad sort ce qui est considéré comme son roman le plus difficile et ambitieux à ce jour : Det store eventyret (Le Grand Conte de Fée). À la fois aventure et conte de fée, empruntant à la science fiction et au postmodernisme, ce roman fantastique et satirique présente Oslo en tant que capitale d’un pays tropical doté de montagnes volcaniques, de plages bordées de palmiers, et de minarets le long de la rue centrale. 
En 1989, Kjærstad écrit son premier livre pour enfants, Jakten på de skjulte vaffelhjertene (La Chasse aux Cœurs de Gaufre Cachés) et fait une sélection et adaptation d’histoires pour Les Mille et Unes Nuits en deux volumes. Il rédige plus tard un autre livre pour enfants, Hos Sheherasad, fantasiens dronning (Avec Sheherazade, Reine de l’Imagination) en 1995, inspiré du personnage des Milles et Unes Nuits.
Après avoir quitté Vinduet, Kjærstad et sa famille partent pour le Zimbabwe. Son roman suivant, Rand (1990, paru chez Gallimard en 1996 sous le titre Aléa), a pour objet un narrateur déambulant dans les rues d’Oslo dans un monde qui semble dénué de sens. C’est au cours de cette décennie qu’il publie sa trilogie épique sur une personnalité fictive de la télé norvégienne, Jonas Wergeland –  Forføreren (Le Séducteur, 1993), Erobreren (Le Conquérant, 1996), et Oppdageren (L’Explorateur, 1999) – Kjærstad reçoit des critiques extatiques et un succès populaire énorme pour cette trilogie, de même que de prestigieux prix littéraires dont le prix Aschehoug en 1993, le prix allemand Henrik Steffens en 1998, le prix Dobloug en 2000, et le Grand prix de littérature du Conseil nordique en 2001.  Dans ses livres sur Wergeland, Kjærstad offre une réflexion sur la réalité en présentant des versions complémentaire et souvent conflictuelles de l’histoire de Jonas. Les trois livres présentent chacun une version différente de Jonas Wergeland. Forføreren nous montre un Jonas jeune, ouvert, curieux, taillé pour le succès, un héros doué et charismatique sur qui se jettent les femmes talentueuses. Dans Erobreren, Kjærstad présente Jonas sous un jour plus négatif, couvrant sa vie professionnelle en tant que personnalité du petit écran et ses voyages sans attaches. Il est à la fois égocentrique et ethnocentrique, un homme faible luttant pour dépasser sa médiocrité et sa destinée. Le troisième, Oppdageren, résout certaines questions laissées en suspens dans les deux volumes précédents et montre une nouvelle vision de Jonas. Dans la trilogie, Kjærstad déconstruit de manière habile l’idée d’une vérité objective unique. 
En 2012, la Norsk Rikskringkastning (Société norvégienne de radiodiffusion) adapte la trilogie Jonas Wergeland en série télé dramatique Erobreren. 
Personnalité culturelle influente en Norvège, Jan Kjærstad intervient souvent dans le débat public, comme ce fut le cas lors du procès d'Anders Breivik. 

## Œuvres

### Romans
- Speil (1982)
- Homo Falsus eller det perfekte mord (1984)
- Det store eventyret (1987)
- Rand (1990) Publié en français sous le titre Aléa, traduit par Pascale Balcon, Paris, Éditions Gallimard, coll. « Du monde entier », 1996, 307 p.  (ISBN 2-07-072950-8)
- Forføreren (1993) Publié en français sous le titre Le Séducteur, traduit par Loup-Maëlle Besançon, Bordeaux, Monsieur Toussaint Louverture, 2017, 608 p.  (ISBN 9791090724303)
- Erobreren (1996)
- Oppdageren (1999)
- Tegn til kjærlighet (2002)
- Kongen av Europa (2005)
- Jeg er brødrene Walker (2008)
- Normans område (2011)
- Slekters gang (2015)

### Nouvelle
- Kloden dreier stille rundt (1980)

### Essais
- Menneskets matrise (1989)
- Menneskets felt (1997)
- Menneskets nett (2004)
- Kjærstads matrise. Samlede essays med bonusspor (2007)
- Menneskets vidde (2013)